# SV Elstertal Silbitz/Crossen
Der Sportverein Silbitz/Crossen hat seinen Sitz in der ostthüringischen Ortschaft Silbitz. Sein Vorgänger, die Betriebssportgemeinschaft (BSG) Stahl Silbitz wurde zwischen 1958 und 1982 durch seine Fußballmannschaft überregional bekannt.

## Geschichte

### 1950er und 1960er Jahre
Begünstigt durch ihren Trägerbetrieb VEB Stahlgießerei Silbitz, größter Arbeitgeber der Region zwischen Gera und Eisenberg, konnte die BSG Stahl 1950 eine Fußballmannschaft in der rund 800 Einwohner zählenden Ortschaft Silbitz aufbauen, die 1953 in die Bezirksliga Gera, damals dritte Spielklasse im DDR-Fußball, aufstieg. Nach bereits vier Jahren errangen die Stahlwerker die Bezirksmeisterschaft und qualifizierten sich damit für die II. DDR-Liga, nach Umstrukturierungen im DDR-Fußball nun die 3. Liga.
Zwischen 1958 und 1960 erreichte die BSG Stahl Mittelfeldplätze und machte 1959 erstmals überregional auf sich aufmerksam, als die Mannschaft im DDR-Fußballpokal bis in die 2. Hauptrunde kam und erst dort beim 1:3 gegen den Ligakonkurrenten Chemie Leuna das Achtelfinale verpasste. In der Saison 1961/62 wurde Silbitz nur Staffelletzter und stieg wieder in die Bezirksliga ab. Ein Jahr später kam es zu einem erneuten Abstieg in die Bezirksklasse, dem jedoch der sortige Wiederaufstieg folgte. Für acht Jahre war Stahl Silbitz nun Stammgast in der inzwischen wieder drittklassig gewordenen Bezirksliga Gera, 1972 musste man jedoch als Drittletzter abermals in die Bezirksklasse absteigen.

### Von den 1970er Jahren bis 1990
Es folgte ein Auf und Ab zwischen Viert- und Drittklassigkeit, ehe sich die Mannschaft ab 1975 wieder längerfristig in der Bezirksliga etablieren konnte. Um den vom Zweitligisten Wismut Gera gekommenen Spielertrainer Siegfried Haltenhof wurde eine Mannschaft aufgebaut, die sich nicht nur in der Bezirksliga halten konnte, sondern 1981 erneut die Bezirksmeisterschaft errang, die diesmal mit der Qualifikation zur zweitklassigen DDR-Liga verbunden war. Verstärkt durch Werner Schorrig, der für Wismut Gera 19 Spiele in der Oberliga, der höchsten DDR-Fußballklasse, absolviert hatte, und Torwart Harald Marquard, ehemaliger Zweitligaspieler bei Motor Hermsdorf und Motor Zeulenroda, versuchte die im Durchschnitt 26 Jahre alte Mannschaft sich in der DDR-Liga zu behaupten. Durch das Stahlwerk war die Sportanlage Elstertal errichtet worden, die 5000 Zuschauern Platz bot. Obwohl die DDR-Liga mit ihren auf fünf Staffeln verteilten 60 Mannschaften kein sehr hohes Niveau aufwies, reichte es in den 22 Punktspielen nur für zwei Siege und für 15 erzielte Treffer, denen 18 Niederlagen und 66 Gegentore gegenüberstanden. Als Tabellenletzter war das Kapitel DDR-Liga abgeschlossen.
Anschließend kämpfte Stahl Silbitz mit den Endplatzierungen 14 und 13 in der Bezirksliga gegen den weiteren Abstieg, der die Mannschaft dann in der Spielzeit 1984/85 ereilte. Die restlichen Jahre des DDR-Fußballs verbrachten die Stahlwerker in der viertklassigen Bezirksklasse. Zwischen 1986 und 1993 wirkte der 31-fache DDR-Nationalspieler Manfred Kaiser als Trainer in Silbitz.

## Entwicklung ab 1990
1990 musste sich die BSG Stahl umstrukturieren, da mit den neuen wirtschaftlichen Verhältnissen infolge der politischen Wende von 1989 das System der Betriebssportgemeinschaften nicht mehr aufrechterhalten werden konnten. Es wurde der Sportverein Elstertal Silbitz/Crossen gegründet, dessen Fußballmannschaft weiterhin nur unterklassig spielte. Erst 2007 gelang der Aufstieg in die damals siebtklassige Bezirksliga Thüringen, die nach Einführung der 3. Liga ab 2008 nur noch als 8. Liga fungiert. Nach der Ligenreform im Thüringer Fußball zu Beginn der Saison 2010/11 spielt der Verein für zwei Jahre in der Regionalklasse Staffel 2 (8. Spielstufe). Im Jahr 2012 gelang der Aufstieg in die Landesklasse Thüringen (7. Spielstufe).
Am 3. Januar 2009 nahm der SV Elstertal Silbitz/Crossen zum ersten Mal in der Vereinsgeschichte an den Landesmeisterschaften in der Halle teil, schied allerdings in der Vorrunde aus. Drei Wochen später wurde der erstmals OTFB-Hallenmeister. Im Januar 2010 nahm man erneut an der Vorrunde der Hallen-Landesmeisterschaft teil und wurde Vizemeister.

## Statistik
| Ligenübersicht | Ligenübersicht                   | Ligenübersicht |
| DDR-Fußball    | DDR-Fußball                      | DDR-Fußball    |
| -------------- | -------------------------------- | -------------- |
| bis 1953       | Bezirksklasse Gera               | 4. Liga        |
| 1953–1957      | Bezirksliga Gera                 | 3./4. Liga     |
| 1958–1962      | II. DDR-Liga                     | 3. Liga        |
| 1962/63        | Bezirksliga Gera                 | 4. Liga        |
| 1963/64        | Bezirksklasse Gera               | 4. Liga        |
| 1964–1972      | Bezirksliga Gera                 | 3. Liga        |
| 1972/73        | Bezirksklasse Gera               | 4. Liga        |
| 1973/74        | Bezirksliga Gera                 | 3. Liga        |
| 1974/75        | Bezirksklasse Gera               | 4. Liga        |
| 1975–1981      | Bezirksliga Gera                 | 3. Liga        |
| 1981/82        | DDR-Liga                         | 2. Liga        |
| 1982–1985      | Bezirksliga Gera                 | 3. Liga        |
| 1985–1991      | Bezirksklasse Gera               | 4. Liga        |
| DFB-Fußball    |                                  |                |
| bis 2007       | Kreisoberliga Jena/Saale         | 8. Liga        |
| 2007–2010      | Bezirksliga Thüringen            | 7./8. Liga     |
| 2010–2012      | Regionalklasse Thüringen St. 2   | 8. Liga        |
| 2012–2018      | Landesklasse Thüringen St. Ost/1 | 7. Liga        |
| 2018–2022      | Kreisoberliga Jena-Saale-Orla    | 8. Liga        |